# Conte di Haddington

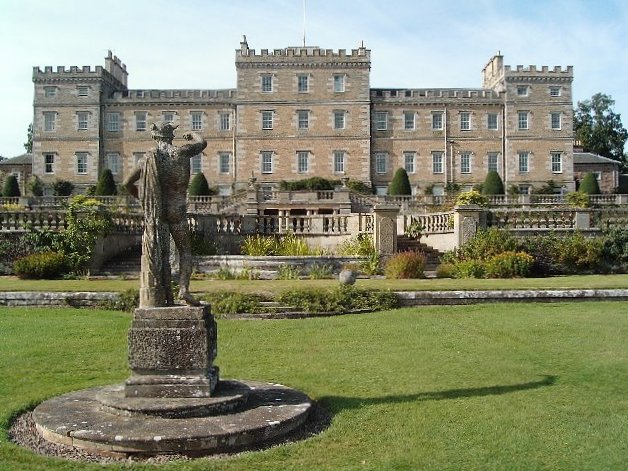
Mellerstain House

Conte di Haddington è un titolo nel Pari di Scozia. È stato creato nel 1627 per l'avvocato scozzese e giudice Thomas Hamilton, I conte di Melrose, che fu Lord Presidente Supremo del Tribunale Civile (1616-1625). Hamilton era già stato creato Lord Binning, nel 1613, e di Byres, nella Contea di Haddington, e Conte di Melrose, nella Contea di Roxburgh, nel 1619. Questi titoli comportavano la dignità di Pari di Scozia. 
A Lord Haddington succedette il figlio maggiore, il secondo conte, che fu governatore del Castello di Dunglass. Suo figlio maggiore, il terzo conte, morì senza figli in tenera età e gli succedette il fratello minore, il quarto conte. Alla sua morte i titoli passarono a suo figlio, il quinto conte. Gli succedette il figlio maggiore, il nono conte, che ha assunto il cognome di Leslie.
A Lord Haddington succedette di conseguenza il suo secondo figlio, il sesto conte. Sedette alla Camera dei lord e fu Lord luogotenente del Haddingtonshire (1716-1735). Gli succedette il nipote, il settimo conte. Alla sua morte i titoli passarono al figlio, l'ottavo conte. Gli succedette il figlio, il nono conte, che era Lord luogotenente d'Irlanda (1834-1835) e Primo Lord dell'Ammiragliato (1841-1846). Nel 1827 fu creato barone Melros, di Tyninghame nella Contea di Haddington, nel Pari del Regno Unito. Morì senza eredi e il titolo si estinse.
Gli succedette suo cugino di secondo grado, il decimo conte. Alla sua morte i titoli passarono a suo figlio, l'undicesimo conte. Nel 1858 Haddington assunse il cognome aggiuntivo di Arden dopo quello di Baillie-Hamilton. Suo figlio maggiore George Baillie-Hamilton, Lord Binning (1856-1917), fu un generale di brigata dell'esercito. Tuttavia, egli premorì al padre. Alla sua morte i titoli passarono al nipote, il dodicesimo conte. A partire dal 2014 i titoli sono detenuti da suo unico figlio, il tredicesimo conte, che gli succedette nel 1986.
La sede della famiglia è ora Mellerstain House, nei pressi di Kelso. La storica residenza familiare era Tyninghame House, nei pressi di Tyninghame.

## Conti di Haddington (1627)
- Thomas Hamilton, I conte di Haddington (1563-1637)
- Thomas Hamilton, II conte di Haddington (1600-1640)
- Thomas Hamilton, III conte di Haddington (1626-1645)
- John Hamilton, IV conte di Haddington (1626-1669)
- Charles Hamilton, V conte di Haddington (1650–1685)
- Thomas Hamilton, VI conte di Haddington (1680–1735)
- Thomas Hamilton, VII conte di Haddington (1721–1794)
- Charles Hamilton, VIII conte di Haddington (1753–1828)
- Thomas Hamilton, IX conte di Haddington (1780–1858)
- George Baillie-Hamilton, X conte di Haddington (1802–1870)
- George Baillie-Hamilton-Arden, XI conte di Haddington (1827–1917)
- George Baillie-Hamilton, XII conte di Haddington (1894–1986)
- John Baillie-Hamilton, XIII conte di Haddington (1941)

L'erede è il figlio dell'attuale conte, George Edmund Baldred Baillie-Hamilton, Lord Binning (1985).